# Pseudopostega mexicana
Pseudopostega mexicana là một loài bướm đêm thuộc họ Opostegidae. Nó được miêu tả bởi Andrius Remeikis và Jonas R. Stonis năm 2009. Nó được tìm thấy ở bờ biển Thái Bình Dương của México.
Sải cánh dài 4–4.3 mm đối với con đực. Con trưởng thành bay vào tháng 11.